# Onthophagus taiensis
Onthophagus taiensis là một loài bọ cánh cứng trong họ Bọ hung (Scarabaeidae).